# Hymen artificiel
L’hymen artificiel a pour but de simuler la perte de sang suivant parfois un premier rapport sexuel. Il consiste en une petite poche artificielle translucide contenant un liquide rouge composé d'albumine naturelle inoffensive, que la femme place dans son vagin environ quinze à vingt minutes avant le rapport. Sous l'effet de la chaleur corporelle, la membrane se dilate ce qui crée une illusion de défloration lors de la pénétration, le liquide rouge se répand et tache les draps de quelques gouttes, simulant ainsi la rupture de l’hymen,.

## Invention et commercialisation
L'hymen artificiel de virginité (Artificial Virginity Hymen) a été inventé en 1993 au Japon à Kyoto par un fabricant d'accessoires érotiques. À l'origine, il était proposé comme jouet sexuel uniquement aux couples japonais, puis, sa renommée s'accroissant rapidement, il fut commercialisé avec succès en Thaïlande dès 1995 et se répandit dans l'Asie du Sud-Est, puis dans toute l'Asie du Sud et enfin dans les pays occidentaux[réf. nécessaire].

## Controverse
D'après Joseph Freeman de l'Associated Press, le kit de l'hymen artificiel de virginité est « destiné à aider les femmes nouvellement mariées à faire croire à leurs maris qu'elles sont vierges — ce qui est culturellement important dans les pays du Moyen-Orient où le sexe avant le mariage est considéré par beaucoup comme étant illicite. »
Ayant compris l'important potentiel commercial de ce produit dans les pays musulmans, Gigimo s'est vu offrir une publicité fin septembre 2009, lorsqu'un reporter de Radio Nederland Wereldomroep diffusa sur les ondes égyptiennes une traduction en arabe de la publicité,. Puis la presse locale, et notamment le journal Youm7 annonça que le produit serait bientôt disponible sur le marché pour 83 livres égyptiennes soit environ dix euros, faisant une sérieuse concurrence au marché de l'hyménoplastie, intervention de reconstruction coutant entre 300 et 500 euros au Proche-Orient et environ 2 000 euros en Europe. Ces différentes annonces suscitèrent de vives réactions, notamment politiques et religieuses. Les conservateurs égyptiens condamnent le procédé qui pourraient encourager la promiscuité dans un pays où les relations en dehors du mariage sont interdites. Le cheikh Sayed Askar, membre des Frères musulmans et de la commission parlementaire des affaires religieuses déclare qu'un tel produit pourrait tenter les femmes sans volonté de succomber au péché, et qu'il serait honteux pour le gouvernement d'en autoriser la commercialisation. Abdul Moeti Bayoumi, un important érudit lance une fatwa demandant que les vendeurs du faux hymen soient poursuivis pour banditisme et punis pour promotion de l'immoralité et du vice, un crime pouvant entrainer la peine de mort selon la loi islamique de la charia,.
Certains espèrent que le débat engendré « permettra de faire avancer l'hypocrisie sociale sur le sujet de la virginité avant le mariage, dans des pays où les femmes ont sur le sujet bien moins de liberté et bien plus de contraintes que les hommes,. »